# U-Bahnhof Bonner Wall

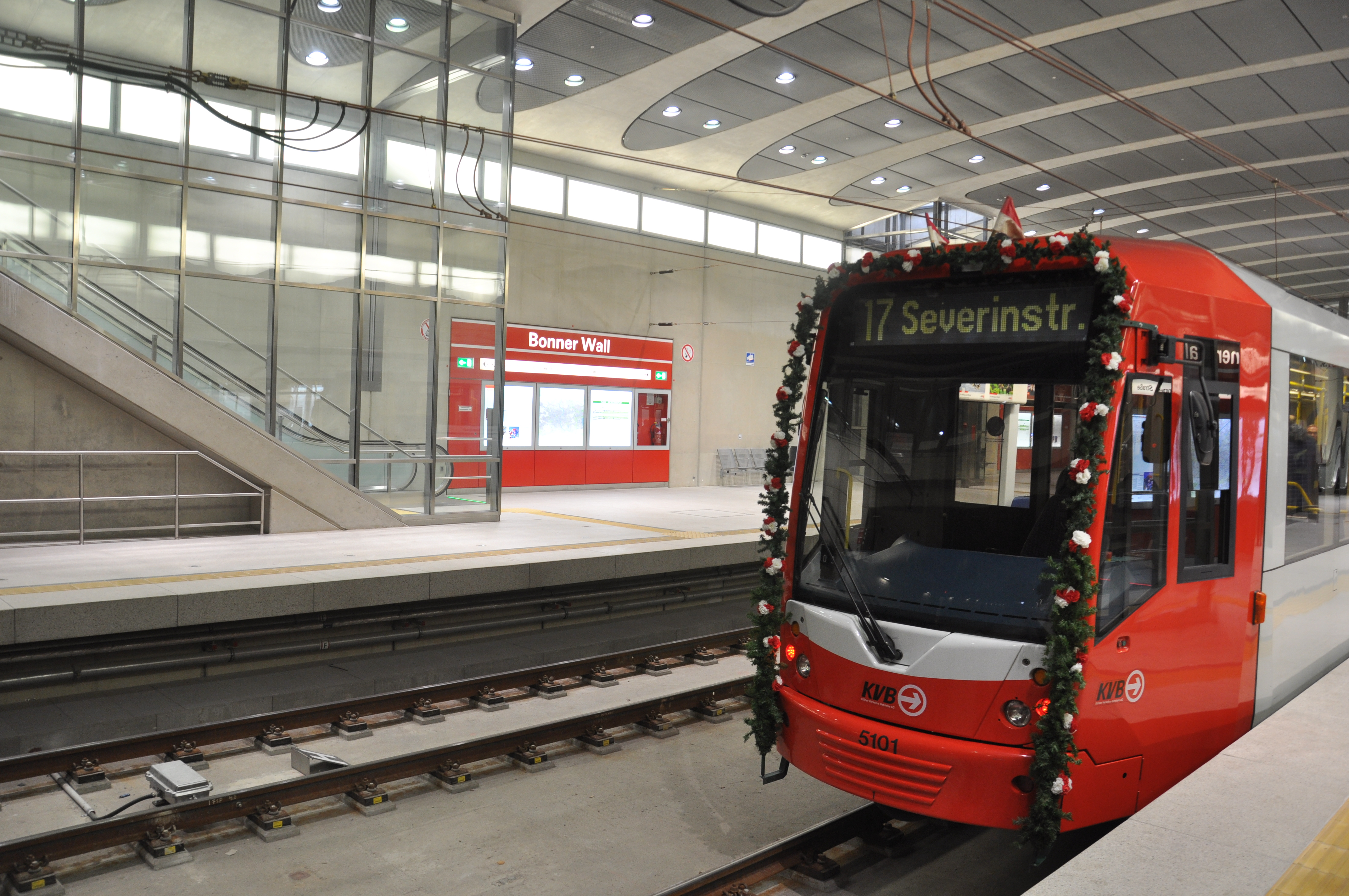
Inbetriebnahme 2015

Der U-Bahnhof Bonner Wall ist eine Station der Nord-Süd-Stadtbahn im Netz der Kölner Stadtbahn. Sie ist stadtauswärts die letzte Tunnel-Haltestelle der neugebauten Strecke.

## Aufbau und Architektur
Die vom Architektenbüro BHBFH geplante Station liegt als einzige der Neubaustationen größtenteils nicht in den von Tunnelbohrmaschinen vorgetriebenen Tunnelröhren, sondern wurde wegen des nahen Abzweigs und Tunnelausgangs in offener Bauweise erstellt. Lediglich die nördlichen Bahnsteigenden der beiden Seitenbahnsteige liegen in den Röhren. Die Station besitzt an jedem Bahnsteigende eine Verteilerebene mit jeweils zwei Ausgängen. Zwei Aufzugsanlagen gewährleisten barrierefreien Zugang zu den Bahnsteigen.

## Anbindung
Die ursprünglich für 2011 geplante Inbetriebnahme der Nord-Süd-Stadtbahn inklusive der Station Bonner Wall konnte wegen des durch die Stadtbahnbauarbeiten hervorgerufenen Einsturz des Kölner Stadtarchiv im März 2009 nicht erreicht werden. Derzeit (Stand 2021) wird mit der Vollinbetriebnahme erst ab 2028 gerechnet.
Der südliche Streckenteil ab der Station Severinstraße wurde daher im Teilbetrieb eröffnet. Seit dem 13. Dezember 2015 verkehrt die Linie 17 von der Severinstraße unter Bedienung der Stationen Kartäuserhof, Chlodwigplatz und Bonner Wall und dann weiter über die Rheinuferbahn bis Sürth bzw. Rodenkirchen und verdichtet auf dem bestehenden Abschnitt die Linie 16. Nach Inbetriebnahme des Abschnitts zwischen Heumarkt und Severinstraße (voraussichtlich ab 2028) verkehren auch die Linien 5 und 16 an der Haltestelle Bonner Wall:
Seit 13. Dezember 2015:
| Linie | Verlauf | Takt   |
| ----- | --- | ------ |
| 17    | U Severinstraße – Kartäuserhof – U Chlodwigplatz – U Bonner Wall – Rodenkirchen (– Sürth) (nur in der HVZ) | 10 min |

Endgültig:
- 5: Am Butzweilerhof – Friesenplatz – Dom/Hauptbahnhof – Heumarkt – Severinstraße – Chlodwigplatz – Bonner Wall – Marktstraße (nach Eröffnung der dritten Baustufe: – Arnoldshöhe, nach Eröffnung der StadtBahn Süd: – Meschenich Süd)
- 16: Niehl Sebastianstraße – Ebertplatz – Breslauer Platz/Hauptbahnhof – Heumarkt – Severinstraße – Chlodwigplatz – Bonner Wall –Rodenkirchen – Sürth – Wesseling – Bonn Hbf – Bonn-Bad Godesberg

## Geplante Inbetriebnahme
Nach ursprünglichen Planungen sollte der Bahnhof bereits im Zuge der geplanten Eröffnung der 1. und 2. Baustufe der Nord-Süd-Stadtbahn zum Fahrplanwechsel im Dezember 2011 in Betrieb genommen werden. Durch den Einsturz des Stadtarchives der Stadt Köln im März 2009 am Waidmarkt durch einen Unfall während der Bauarbeiten an der U-Bahn-Trasse wurde dieser sowie die geplante Eröffnung der 1. sowie der 2. Baustufe der Nord-Süd-Stadtbahn verschoben. Bei Untersuchung des Einsturzunglücks wurde festgestellt, dass auch andere Bahnhöfe von Manipulationen der Bauprotokolle betroffen waren. Die Neubaustrecke wurde zum Fahrplanwechsel am 13. Dezember 2015 eröffnet. Ursprünglich vorgesehen war den Betrieb zunächst provisorisch zu Hauptverkehrszeiten zwischen der Serverinsstraße und Sürth durch die Stadtbahnlinie 17 zu betreiben, um die Linie 16 zu entlasten. Es wurde jedoch bereits im Sommer 2015 bekanntgegeben, dass der Betrieb von Anfang an ganztägig gewährleistet werden kann.

## Trivia
Aufgrund eines fehlenden Gleiswechels im Bereich des provisorisch in Betrieb genommenen Teilstückes ergibt sich die Kuriosität, dass auf beiden Bahnsteigen Züge sowohl in Richtung Rodenkirchen als auch in Richtung Severinstraße verkehren. Fahrgäste müssen sich daher an der Station Bonner Wall bereits auf der Zwischenebene informieren, auf welchem Gleis der nächste Zug in die gewünschte Richtung fährt, da die Station – im Unterschied zu den anderen Stationen – mit Seitenbahnsteigen ausgestattet ist.

## Zukunft der Station
Der U-Bahnhof wird in Zukunft an das Netz der S-Bahn Köln angeschlossen. Im Zuge des Ausbauprojekt der S-Bahn Köln, welches durch die Stadt Köln, Deutsche Bahn (DB) und des Zweckverband Nahverkehr Rheinland (NVR) gefördert wird, erhält die Station neue Bahnsteige auf der aktuell genutzten Güterverkehrsstrecke. In Zukunft wird über den Haltepunkt die S 16 von Leverkusen über Köln Hauptbahnhof, Köln Bonner Wall, Flughafen Köln/Bonn nach Hennef (Sieg) im 20-Minuten-Takt verkehren und soll stündlich bis nach Au (Sieg) die aktuell verlaufende S 12 unterstützen. Somit hat die Kölner Südstadt einen direkten Anschluss an den Flughafen Köln/Bonn und an das ausgebaute S-Bahn Netz Köln. Ein konkretes Datum der Eröffnung der Station kann noch nicht gegeben werden. Die Planer streben den Zeitraum 2030+ an. Die Machbarkeitsstudie zur S 16 wurde 2020 abgeschlossen. Nach aktuellem Planungsstand (März 2021) verkehrt die S 16 an folgenden Stationen:
- Leverkusen-Rheindorf – Leverkusen-Küppersteg – Leverkusen Mitte – Leverkusen Chempark – Köln-Stammheim – Köln Berliner Straße – Köln-Mülheim – Köln-Buchforst – Köln Kalk West – Köln Messe/Deutz – Köln Hauptbahnhof – Köln Hansaring – Köln West – Köln Aachener Straße – Köln Süd – Köln Bonner Wall – Köln-Poll – Köln-Humboldt/Gremberg – Köln Frankfurter Straße – Köln/Bonn Flughafen – Köln-Porz-Wahn – Spich – Troisdorf – Siegburg/Bonn – Hennef (Sieg) – Hennef im Siegbogen – Blankenberg(Sieg) – Merten (Sieg) – Eitorf – Herchen – Dattelfeld (Sieg) – Schladern (Sieg) – Rosbach (Sieg) – Au (Sieg)[3][4]

Des Weiteren gibt es Bestrebungen den zukünftigen Haltepunkt für den Regionalverkehr zu nutzen. Laut dem dritten Entwurf des Deutschlandtakts könnte die RB 27 in der Hauptverkehrszeit folgendermaßen an der neuen Station verkehren:
- Köln Hauptbahnhof – Köln Süd – Köln Bonner Wall – Troisdorf – Bonn-Beuel – Bonn-Oberkassel – Linz (Rhein) – Koblenz[5]